# Косково (Марковский сельсовет, Вологодский район)
Косково — деревня в Вологодском районе Вологодской области.
Входит в состав Марковского сельского поселения, с точки зрения административно-территориального деления — в Марковский сельсовет.
Расстояние по автодороге до районного центра Вологды — 23 км, до центра муниципального образования Васильевского — 1 км. Ближайшие населённые пункты — Васильевское, Лукинцево, Бурдуково, Никулино, Болотово, Борборино, Копцево, Паприха, Тишиново.
По данным переписи в 2002 году постоянного населения не было.